# Acalypha claussenii
Acalypha claussenii är en törelväxtart som först beskrevs av Porphir Kiril Nicolai Stepanowitsch Turczaninow, och fick sitt nu gällande namn av Johannes Müller Argoviensis. Acalypha claussenii ingår i släktet akalyfor, och familjen törelväxter. Inga underarter finns listade i Catalogue of Life.